# Леон Рипи
Леон Рипи (енгл. Leon Rippy; Рок Хил, Јужна Каролина, 30. октобар 1949) амерички је филмски, позоришни и телевизијски глумац. Познат по бројним наступима у филмовима Роланда Емериха, али и у хваљеним ТВ серијама као што су Дедвуд и Saving Grace. Глумио је у филмовима Млади револвераши 2 (1990), Универзални војник (1992), Звездана капија (1994), Патриота (2000). Рипи је са Роландом Емерихом радио на седам филмова, а поред наведених још и у: Месец 44 (1990), Око олује (1991), Они долазе (1996), Тринаести спрат (1999) и Пауци нападају (2002). Такође је имао улоге у Аламо (2004) и Усамљени ренџер (2013).
Његови телевизијски наступи укључују гостујуће улоге у Звездане стазе: Следећа генерација („Неутрална зона“), Квантни скок, Вокер, тексашки ренџер, Вукодлак, Левериџ, Шест стопа под земљом и Дедвуд, ХБО серији у којој је играо Тома Натала. Рипи је глумио у ТНТ-овој криминалистичкој драмској серији Saving Grace. Такође се појављивао у Север и југ као Сандерс, а у Алкатразу као др Борегард.